# Cristina Marocco
Cristina Marocco (Torino, 21 marzo 1972) è un'attrice e cantante italiana.

## Biografia
Cristina Marocco ha origini siciliane da parte di padre; si è diplomata al Conservatorio di Torino.
Trasferitasi in Francia, il suo incontro con Marc Lavoine e il duetto J'ai tout oublié nel 2001 l'hanno introdotta presso il grande pubblico francese. Cristina ha iniziato allora a lavorare al suo primo album, del quale il suo primo singolo, Appelle-moi, è uscito alla fine del 2003. Alcuni mesi dopo ha pubblicato l'album A côté du soleil che si avvale di numerose collaborazioni, tra le quali quella con Lara Fabian che per lei ha scritto la canzone Faire Semblant.
Conosciuta in Francia come attrice di teatro e di cinema, ha lavorato anche in Italia, avendo interpretato nel 2002 un ruolo nella serie tv Il commissario Montalbano .

## Vita privata
È compagna del cantautore Pacifico. La coppia ha un figlio.

## Discografia
- 2003: A côté du soleil
- 2008: Je te dirais que tout est beau

### Singoli
- 2001: J'ai tout oublié (duetto con Marc Lavoine)
- 2003: Appelle-moi
- 2003: Tout donner

## Filmografia
- Il commissario Montalbano - Episodio: Il gatto e il cardellino (2002)
- Il commissariato Saint Martin (2006)
- Génération duo (2008)